# 1100년대
1100년대는 1100년부터 1109년까지를 가리킨다.

## 사건
1102년,해동통보주조
1107년,윤관이 여진을 정벌하다.